# Sveti Martin (Gradišće, Austrija)
Sveti Martin (njemački: Markt Sankt Martin, mađarski: Sopronszentmárton) je tržni grad u austrijskoj saveznoj državi Gradišće, administrativno pripada Kotaru Gornja Pulja. 

## Stanovništvo
Sveti Martin prema podacima iz 2010. godine ima 1.182 stanovnika. 1910. godine je imao 898 stanovnika većinom Nijemca.  Po podacima iz 2001. godine naselje ima 1.171 stanovnika od čega 1.126 Nijemca, 19 Hrvata, 6 Mađara i 20 ostalih.

## Vanjske poveznice
- Internet stranica naselja